# Borowie
Borowie – wieś sołecka w Polsce położona w województwie mazowieckim, w powiecie garwolińskim, w gminie Borowie.
Miejscowość jest siedzibą gminy Borowie oraz rzymskokatolickiej parafii Świętej Trójcy. 

## Historia
W miejscu obecnej wsi Borowie od czasów średniowiecznych znajdowała się wieś Jastrzębie. Dokument datowany na rok 1529 odnotowuje istnienie kościoła z adnotacją „Jastrabye”. W tym czasie wieś należała do kasztelana liwskiego Jana Warszewickiego. 
W 1548 r. staraniem właściciela kościół zostaje podniesiony do rangi parafii, a wieś 21 stycznia otrzymuje akt lokacyjny pozwalający założyć miasto na prawie magdeburskim. Równocześnie ze względu na rosnące w okolicy lasy nazwa miejscowości została zmieniona z Jastrzębie na Borowie. Nie zachował się herb miasta, ale wiadomo, że wraz z jego nadaniem wydano pozwolenie na organizowanie trzech jarmarków rocznie i jednego targu tygodniowo. Osadników obowiązywało zwolnienie z podatków przez okres 20 lat. Dokumenty z II poł. XVI wieku odnotowują liczbę 200 mieszkańców, co wówczas zaświadczało o niebagatelnej wielkości miasta. Kres rozwoju przyniósł miastu potop szwedzki, kiedy to miasto zostało złupione, a mieszkańcy zdziesiątkowani.
W późniejszych latach nie odnotowywano faktu, że Borowie jest miastem.
W 1919 została założona jednostka Ochotniczej Straży Pożarnej w Borowiu.
W latach 1954–1972 wieś należała i była siedzibą władz gromady Borowie. W latach 1975–1998 miejscowość administracyjnie należała do województwa siedleckiego.

## Zabytki
- zespół pałacowo-dworski z początku XIX w., obecnie siedziba urzędu gminy,
- klasycystyczny kościół pw. Świętej Trójcy z 1831 r.
- barokowa dzwonnica-brama z 1715 roku.

## Edukacja
W Borowie działa Zespół Oświatowy, w skład którego wchodzi::
- Publiczna Szkoła Podstawowa im. Aleksandra Sasimowskiego,
- Publiczne Przedszkole „Jaś i Małgosia”,

W Zespole Oświaty działało Publiczne Gimnazjum im.  Aleksandra Sasimowskiego.
We wsi znajduje się Młodzieżowy Ośrodek Wychowawczy

## Kultura i sport
- Gminny Ośrodek Kultury[11]:
  - Gminna Biblioteka Publiczna
  - Gminna Izba Pamięci
  - Gminna Orkiestra Dęta
  - Zespoły ludowe: „Borowianki”, „Iwowianki”, „Lalinianki”, Zespół Ludowy z Chromina
- Hala sportowa, kręgielnia, siłownia[12]
- Boisko Orlik przy Zespole Oświatowym[13]
- Klub Sportowy „Jastrzębie Borowie”[14]
- Klub Motocyklowy „Jastrabye Borowie”[15]

## Komunikacja
Przez Borowie przebiega droga krajowa nr  Wilga – Garwolin –  Borowie – Łuków.

Komunikację obsługuje  PKS Garwolin oraz prywatni przewoźnicy, którzy zapewniają połączenia lokalne i do Warszawy.